# Juan Ayuso
Juan Ayuso Pesquera (Jávea, 16 settembre 2002) è un ciclista su strada spagnolo che corre per l'UAE Team Emirates XRG. Professionista dal 2021, ha caratteristiche di passista-scalatore.
Professionista dal 14 giugno 2021, nello stesso anno ha vinto il Giro d'Italia Under-23 e il bronzo europeo Under-23 in linea, mentre l'anno successivo si è classificato terzo alla Vuelta a España. Nel 2023 ha ottenuto le prime vittorie nel World Tour, una tappa a cronometro al Giro di Romandia e due tappe, di cui una a cronometro, al Giro di Svizzera.

## Palmarès
- 2019 (Juniores)

Campionati spagnoli, Prova in linea Juniores
- 2020 (Juniores)

Gipuzkoa Klasika
Campionati spagnoli, Prova in linea Juniores
Campionati spagnoli, Prova a cronometro Juniores
- 2021 (Team Colpack Ballan, nove vittorie)

Trofeo Piva
Giro del Belvedere
2ª tappa Giro di Romagna per Dante Alighieri (Bellaria-Igea Marina > Santa Sofia)
3ª tappa Giro di Romagna per Dante Alighieri (Cattolica > Forte di San Leo)
Classifica generale Giro di Romagna per Dante Alighieri
2ª tappa Giro d'Italia Giovani Under 23 (Riccione > Imola)
5ª tappa Giro d'Italia Giovani Under 23 (Fanano > Sestola)
7ª tappa Giro d'Italia Giovani Under 23 (Sondrio > Lanzada Lago di Campo Moro)
Classifica generale Giro d'Italia Giovani Under 23
- 2022 (UAE Team Emirates, una vittoria)

Circuito de Getxo
- 2023 (UAE Team Emirates, tre vittorie)

3ª tappa Giro di Romandia (Châtel-Saint-Denis > Châtel-Saint-Denis, cronometro)
5ª tappa Giro di Svizzera (Fiesch > La Punt)
8ª tappa Giro di Svizzera (San Gallo > Abtwil, cronometro)
- 2024 (UAE Team Emirates, quattro vittorie)

Ardèche Classic
1ª tappa Tirreno-Adriatico (Lido di Camaiore > Lido di Camaiore, cronometro)
Classifica generale Giro dei Paesi Baschi
4ª tappa Giro del Lussemburgo (Differdange > Differdange, cronometro)
- 2025 (UAE Team Emirates XRG, sei vittorie)

Faun Drome Classic
Trofeo Laigueglia
6ª tappa Tirreno-Adriatico (Cartoceto > Frontignano)
Classifica generale Tirreno-Adriatico
3ª tappa Volta Ciclista a Catalunya (Viladecans The Style Outlets > La Molina)
7ª tappa Giro d'Italia (Castel di Sangro > Tagliacozzo)

### Altri successi
- 2021 (Team Colpack Ballan)

Classifica giovani Giro di Romagna per Dante Alighieri
Classifica scalatori Giro di Romagna per Dante Alighieri
Classifica punti Giro d'Italia Giovani Under 23
Classifica scalatori Giro d'Italia Giovani Under 23
Classifica giovani Giro d'Italia Giovani Under 23
Classifica combinata Giro d'Italia Giovani Under 23
- 2022 (UAE Team Emirates)

Classifica giovani Giro di Romandia
- 2023 (UAE Team Emirates)

Classifica giovani Vuelta a España
- 2024 (UAE Team Emirates)

Classifica giovani Tirreno-Adriatico
Classifica giovani Giro dei Paesi Baschi
- 2025 (UAE Team Emirates XRG)

Classifica giovani Tirreno-Adriatico
Classifica giovani Volta Ciclista a Catalunya

## Piazzamenti

### Grandi Giri
- Giro d'Italia

2025: ritirato (18ª tappa)
- Tour de France

2024: ritirato (13ª tappa)
- Vuelta a España

2022: 3º
2023: 4º

### Competizioni mondiali
- Campionati del mondo

Yorkshire 2019 - Gara in linea Junior: 23º
Fiandre 2021 - In linea Under-23: ritirato
Zurigo 2024 - In linea Elite: 26°
- Giochi olimpici

Parigi 2024 - In linea: 22º

### Competizioni continentali
- Campionati europei

Alkmaar 2019 - Cronometro Junior: 24º
Alkmaar 2019 - In linea Junior: 12º
Plouay 2020 - Cronometro Junior: 5º
Plouay 2020 - In linea Junior: 7º
Trento 2021 - Cronometro Under-23: 12º
Trento 2021 - In linea Under-23: 3º